# Jablonné nad Orlicí
Jablonné nad Orlicí (deutsch Gabel an der Adler) ist eine Stadt in Tschechien. Sie liegt 15 Kilometer nordöstlich von Ústí nad Orlicí und gehört zum Okres Ústí nad Orlicí.

## Geographie

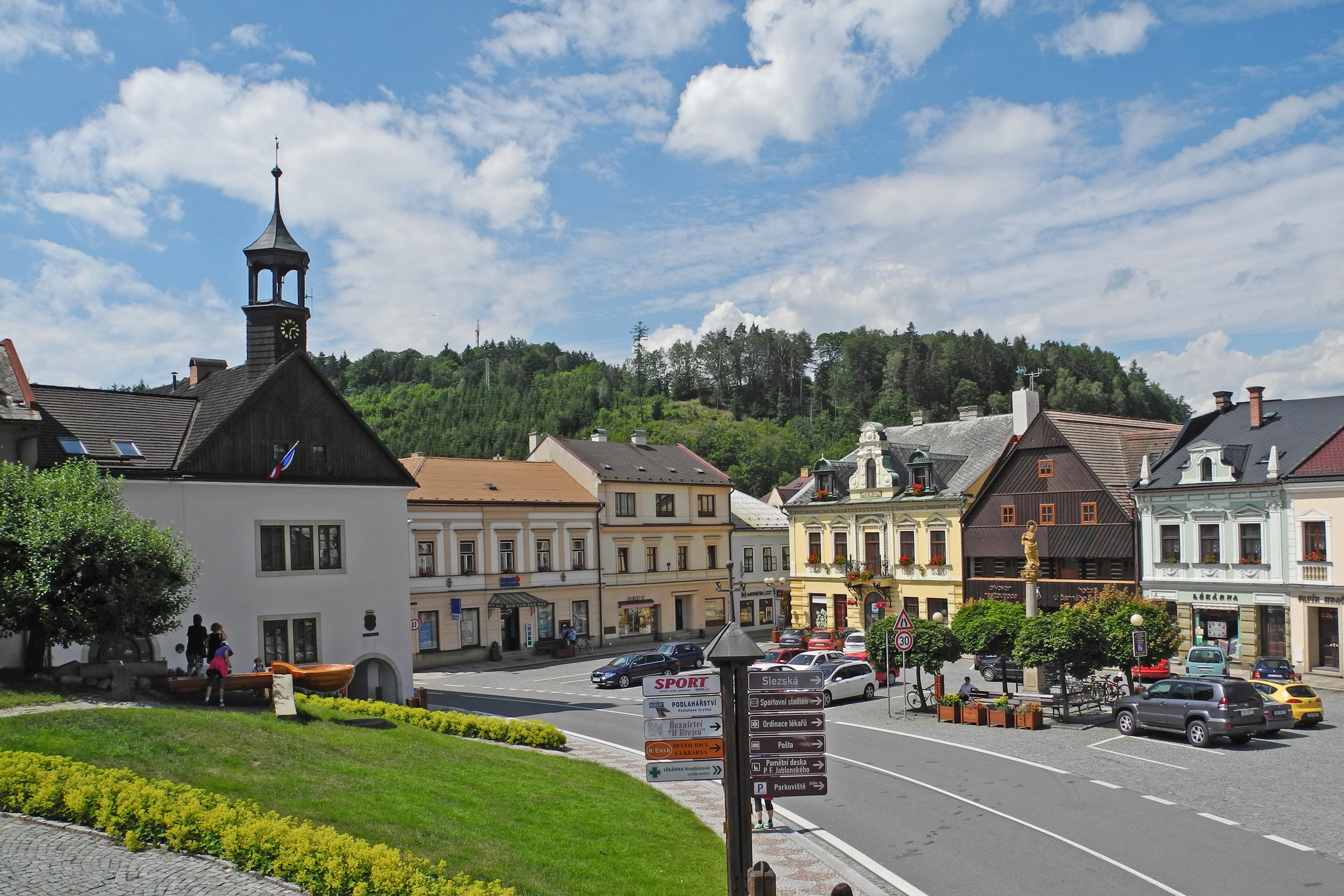
Ortsmitte

Jablonné nad Orlicí befindet sich am linken Ufer der Stillen Adler an der Einmündung des Orličkovský potok im südlichen Teil des Adlergebirges. Durch die Stadt führt die Staatsstraße 11.
Nachbarorte sind Sobkovice im Norden, Jamné nad Orlicí im Nordosten, Orličky im Osten, Čenkovice im Südosten, Bystřec und Bystříčko im Süden, Verměřovice im Südwesten, Mistrovice und Vedralovice im Westen sowie Bredůvka im Nordwesten.

## Geschichte
Erstmals urkundlich erwähnt wurde Gablona im Jahre 1304 als Besitz des Klosters Zbraslav. Zuvor hatte Wenzel II. den Ort dem Witigonen Zawisch von Falkenstein überlassen und ihn nach dessen Hinrichtung dem Kloster Zbraslav gestiftet. Eine ältere Nennung, nach der der Ort bereits 1093 ein Marktdorf gewesen sein soll, lässt sich nicht belegen. Seit 1358 ist der Gebrauch eines Stadtsiegels nachweisbar.
Nach der Zerstörung des Klosters im Jahre 1420 durch die Hussiten bemächtigte sich Wilhelm Kostka von Postupitz des Ortes. Ab 1508 gehörte der Markt Jablonné den Pernsteinern und später den Herzan von Harras. Nach der Schlacht am Weißen Berg erwarb Karl I. von Liechtenstein Jablonné. Bis zur Aufhebung der Patrimonialherrschaften im Jahre 1848 blieb Jablonné als untertäniges Städtchen im Besitz der Liechtensteiner, die die Güter darüber hinaus noch bis 1918 hielten. 1850 bestand Jablonné aus 139 Häusern und hatte 735 Einwohner.
Im Deutschen Krieg verteidigte sich die Stadt gegen die Preußen und musste schließlich ein hohes Schutzgeld entrichten. Im Jahre 1874 erhielt Jablonné einen Eisenbahnanschluss. Vier Jahre später erfolgte durch Bürger die Einrichtung einer Vorschusskasse für den Bau eines Wasserwerkes. In der zweiten Hälfte des 19. Jahrhunderts entstanden mehrere Fabriken, die Bürsten, Leim, Holzwaren, Knöpfe und liturgische Gewänder produzierten. Während dieser Zeit wurde am Orličkovský potok der Ortsteil Benátky angelegt. Im Jahre 1900 lebten in Jablonné 1248 Menschen. 1906 erhob Kaiser Franz Joseph I. Jablonné zur Stadt. Nach dem Münchner Abkommen wurde unmittelbar bei der Stadt, die damals einen deutschen Bevölkerungsanteil von einem Prozent hatte und bei der Tschechoslowakei verblieb, die Grenze zum Reichsgau Sudetenland gezogen. Das historische Stadtzentrum ist seit 1977 ein städtisches Denkmalschutzgebiet.

## Ortsgliederung

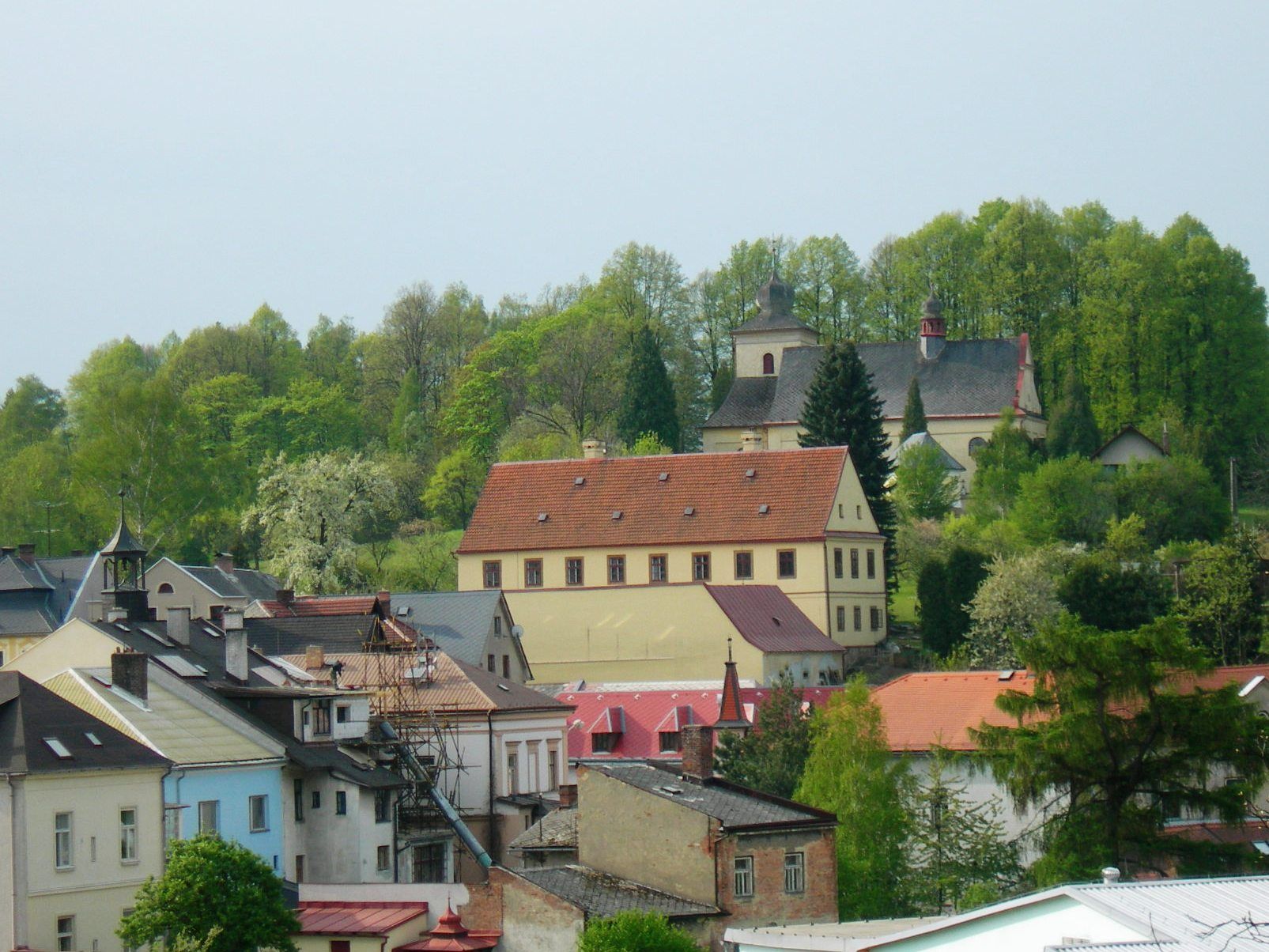
Ortsansicht

Für die Stadt Jablonné nad Orlicí sind keine Ortsteile ausgewiesen.

## Städtepartnerschaften
- Hinwil, Schweiz
- Seehausen (Altmark), Deutschland

Daneben besteht eine inoffizielle Partnerschaft mit Stockerau in Österreich.

## Persönlichkeiten

### Söhne und Töchter der Stadt
- Petr Figulus Jablonský (1619–1670), Bischof der Böhmischen Brüder und Schwiegersohn von Johann Amos Comenius
- Leoš Faltus (1937–2024), Komponist und Musikpädagoge

### In der Stadt lebten und wirkten
- Ludvík Krejčí (1890–1972), der General der tschechoslowakischen Armee zog 1938 nach der Kapitulation zur Familie seiner Frau nach Jablonné und lebte lange Zeit in der Stadt

## Sehenswürdigkeiten
- Pfarrkirche St. Bartolomäus, das 1680 erbaute Gotteshaus wurde 1683 zur Pfarrkirche erhoben. 1725 erhielt es seine barocke Gestalt.
- Pfarrhaus, erbaut 1725
- quadratischer Marktplatz mit spätbarocken Häusern und zwei Holzbauten
- Mariensäule auf dem Markt, errichtet 1748
- Rathaus
- Geburtshaus von Petr Figulus Jablonský
- Dreifaltigkeitssäule auf dem Friedhof, geschaffen 1836 aus Granit
- Steinerne Brücke über die Stille Adler